# 中山正敏 (リポーター)
中山 正敏（なかやま まさとし、1967年3月25日 - ）日本のリポーター・リングアナウンサー・フリーアナウンサー。圭三プロダクション所属。

## 来歴・人物
神奈川県出身、血液型A型。
高校卒業後は大手スーパーマーケットに就職。スーパーは1年で退職し、以後はアルバイト生活に。東京ディズニーランドのジャングルクルーズのキャストの仕事をしていたこともあった。23歳の時から結婚披露宴の司会の仕事を始め、人前で話すことが好きになって現在所属の圭三プロダクションに入る。結婚披露宴の司会は2000組以上担当。2002年から『ザ・ワイド』（日本テレビ・読売テレビ共同制作）にリポーターとして出演。以後、現在放送中の『情報ライブ ミヤネ屋』に至るまで、日本テレビ・読売テレビ系の平日昼のワイドショー番組のレポーターとして出演している。いつレポートのお呼びがかかってもいいように、ヒートテック、ダウンジャケットなどの入ったリュックサックを持ち歩いているという。

## 主な出演番組ほか

### 現在
- 情報ライブ ミヤネ屋リポーター（ytv読売テレビ制作・日本テレビ系）[2]

### 過去
- ニュース7スポーツコーナーナレーション（NHK総合）
- ニュース10スポーツコーナーナレーション（NHK総合）
- サッカーJ2中継（J SPORTS）
- 格闘技（サムライTV）
- アイドルコロシアム（MONDO21）
- ザ・ワイドリポーター（日本テレビ・読売テレビ共同制作）
- S-FIELD実況（関西テレビ制作・フジテレビ系）
- ライオンズアワーベンチリポーター（テレビ埼玉）
- 元気情報倶楽部インフォーシャルアドバイザー（民放各局）ほか